# Quino Sierra
Joaquín Sierra Vallejo conosciuto come Quino Sierra (Siviglia, 6 settembre 1945) è un ex calciatore spagnolo di ruolo attaccante.

## Palmarès

### Club

#### Competizioni nazionali
- Segunda División spagnola: 1

Real Betis: 1970-1971

### Individuale
Capocannoniere della Segunda División spagnola: 1
Real Betis: 1968-1969 (32 reti)